# Barbouze chérie
Pour plus de détails, voir Fiche technique et Distribution.
Barbouze chérie (titre original : Zarabanda bing bing) est un film franco-italo-espagnol réalisé par José María Forqué, sorti en 1966.

## Synopsis
Sur une île des Baléares, des plongeurs s'emparent d'un sceptre d'une grande valeur. Ils sont mystérieusement assassinés. Des commandos des Services secrets partent pour l'ile. Le maire a décidé de mettre l'œuvre d'art dans le musée afin d'attirer les clients. Ceux-ci s'épient, se suivent, transmettent des messages codés…

## Fiche technique
Sauf indication contraire, les informations mentionnées dans cette section peuvent être confirmées par la base de données cinématographiques IMDb,  présente dans la section « Liens externes ».
- Titre original : Zarabanda bing bing
- Titre : Barbouze chérie
- Réalisation : José María Forqué
- Scénario : Jaime de Armiñán, José María Forqué, Giovanni Simonelli et Duccio Tessari
- Adaptation : Jacques Sernas
- Dialogue : Bruno Guillaume et Antonio Liberati sur une idée de Antonio Liberati
- Costume : Francisco Canet
- Musique : Benedetto Ghiglia
- Production : José Gutiérrez Maesso (it)
- Langue : espagnole
- Durée : 97 minutes
- Date de sortie : 1966
- Affiche : Raymond Elseviers (Belgique)

## Distribution
- Jacques Sernas : Pierre
- Daniela Bianchi : Mercedes
- Mireille Darc : Polly
- Harold Sakata : Directeur du musée
- Marilù Tolo : Sofia
- José Luis López Vázquez : Fernando
- Venantino Venantini : Giuliano
- Willie Ellie
- Guillermo Marín
- José Orjas